# Rugby Europe Women's Sevens
El Rugby Europe Women's Sevens es un torneo de selecciones femeninas de rugby 7 que se realiza en Europa desde 2003.
Es clasificatorio al Challenger Series.

## Campeonatos
| Edición | Año  | Sede         | Campeón     | Resultado | 2º puesto    | 3er puesto   |
| ------- | ---- | ------------ | ----------- | --------- | ------------ | ------------ |
| I       | 2003 | Lunel        | España      | 21 - 12   | Francia      | Suiza        |
| II      | 2004 | Limoges      | Inglaterra  | 38 - 7    | Italia       | Francia      |
| III     | 2005 | Lunel        | Inglaterra  | 14 - 0    | España       | Países Bajos |
| IV      | 2006 | Limoges      | Gales       | 10 - 7    | Inglaterra   | Países Bajos |
| V       | 2007 | Lunel        | Francia     | 19 - 5    | Inglaterra   | España       |
| VI      | 2008 | Limoges      | Inglaterra  | 52 - 0    | Países Bajos | Rusia        |
| VII     | 2009 | Hanover      | Inglaterra  | 20 - 12   | España       | Países Bajos |
| VIII    | 2010 | Moscú        | España      | 28 - 12   | Países Bajos | Francia      |
| IX      | 2011 | Bucarest     | Inglaterra  | 17 - 7    | España       | Países Bajos |
| X       | 2012 | Varias Sedes | Inglaterra  | Tabla     | España       | Francia      |
| XI      | 2013 | Varias Sedes | Rusia       | Tabla     | Inglaterra   | Francia      |
| XII     | 2014 | Varias Sedes | Rusia       | Tabla     | Francia      | Inglaterra   |
| XIII    | 2015 | Varias Sedes | Francia     | Tabla     | Rusia        | España       |
| XIV     | 2016 | Varias Sedes | Rusia       | Tabla     | Francia      | Irlanda      |
| XV      | 2017 | Varias Sedes | Rusia       | Tabla     | Irlanda      | Francia      |
| XVI     | 2018 | Varias Sedes | Rusia       | Tabla     | Francia      | Irlanda      |
| XVII    | 2019 | Varias Sedes | Rusia       | Tabla     | Francia      | Irlanda      |
| XVIII   | 2021 | Varias Sedes | Rusia       | Tabla     | Polonia      | España       |
| XIX     | 2022 | Varias Sedes | Polonia     | Tabla     | Irlanda      | Escocia      |
| XX      | 2023 | Varias Sedes | Francia     | Tabla     | España       | Gran Bretaña |
| XXI     | 2024 | Varias Sedes | Francia     | Tabla     | Bélgica      | España       |
| XXII    | 2025 | Varias Sedes | Reino Unido | Tabla     | Polonia      | Francia      |

## Posiciones
- Número de veces que las selecciones ocuparon las dos primeras posiciones en todas las ediciones.

| Selección    | Campeón | 2º puesto | 3º puesto |
| ------------ | ------- | --------- | --------- |
| Rusia        | 7       | 1         | 1         |
| Inglaterra   | 6       | 3         | 1         |
| Francia      | 4       | 5         | 6         |
| España       | 2       | 5         | 4         |
| Polonia      | 1       | 2         |           |
| Gran Bretaña | 1       |           | 1         |
| Gales        | 1       |           |           |
| Países Bajos |         | 2         | 4         |
| Irlanda      |         | 2         |           |
| Italia       |         | 1         |           |
| Bélgica      |         | 1         |           |
| Suiza        |         |           | 1         |
| Escocia      |         |           | 1         |